# 구드룬의 경고
〈구드룬의 경고〉(고대 노르드어: Guðrúnarhvöt 구드루나르흐보트)는 고 에다의 영웅 시가 중 하나이다. 구드룬은 영웅 시구르드와의 사이에서 딸 스반힐드를 낳았다. 스반힐드는 고트족 왕 에르마나리크(= 요르문레크Jörmunrekkr)와 결혼하지만, 왕의 아들 란드베르(Randver)와 함께 왕을 배신한다. 분노한 에르마나리크 왕은 친아들을 목매달아 죽이고 스반힐드는 말발굽에 짓이겨 죽여 버린다.
구드룬은 딸의 복수를 원하고, 요나크 왕과의 사이에서 낳은 두 아들 함디르와 솔리에게 자신의 운명을 말해 주면서 복수할 것을 강권한다. 그들은 운명적인 복수를 위해 길을 떠나고, 그 복수 이야기는 《고 에다》의 마지막 시가인 〈함디르가 말하기를〉에서 풀어나가게 된다.

## 역사적 근거
요르문레크 전설은 《고 에다》 중 〈함디르가 말하기를〉과 〈구드룬의 경고〉에서 찾을 수 있다. 또한 브라기 보다손의 〈라그나르의 송가〉, 〈뵐숭 일족의 사가〉, 삭소 그라마티쿠스의 《데인인의 사적》에서도 나타난다.
로마 역사가 요르다네스는 551년에 고트족 왕 에르마나리크가 자신에게 종속하고 있는 다른 왕에게 공격당하자 분노하여 아내 수닐다(Sunilda i.e. 스반힐드)를 말을 이용해 수 조각으로 찢어 죽였으며, 수닐다의 형제들인 암니우스(Ammius; 함디르)와 사루스(Sarus; 솔리)의 복수로 창에 찔려 그 부상이 악화되어 죽었다고 썼다. 《크베들린부르크 연대기》(10세기 말)에서는 헤미두스(Hemidus; 함디르), 세르일라(Serilia; 솔리), 아닥카르(Adaccar; 어프/오도아케르) 형제가 에르마나리크의 손을 잘라내었다고 한다.

## 참고 자료
- Nationalencyklopedin
- Nordisk familjebok